# Função sobrejectiva
Em matemática, uma função {\displaystyle f} de um conjunto {\displaystyle X} para um conjunto {\displaystyle Y} é sobrejetiva (ou sobrejectiva ou sobrejetora), se para todo elemento {\displaystyle y} no contradomínio {\displaystyle Y} de {\displaystyle f} houver pelo menos um elemento {\displaystyle x} no domínio {\displaystyle X} de {\displaystyle f} tal que {\displaystyle f(x)=y.} Ou seja, quando o conjunto imagem coincide com o contradomínio da função. Não é necessário que {\displaystyle x} seja único; a função {\displaystyle f} pode apontar um ou mais elementos de {\displaystyle X} para o mesmo elemento de {\displaystyle Y.}

Uma função sobrejetiva do domínio para o contradomínio A função é sobrejetiva porque cada ponto no contradomínio é o valor de para pelo menos um ponto no domínio.

O termo sobrejetiva e os termos relacionados injetiva e bijetiva foram introduzidos por Nicolas Bourbaki, um grupo de matemáticos majoritariamente franceses do século XX que, sob esse pseudônimo, escreveram uma série de livros apresentando uma exposição moderna da matemática avançada, iniciada em 1935. A palavra francesa sur significa sobre ou acima e relaciona-se ao fato de que a imagem do domínio de uma função sobrejetiva cobre completamente o contradomínio da função.
Qualquer função induz uma sobrejeção restringindo seu contradomínio ao seu alcance. Toda função sobrejetiva tem um inverso à direita, e toda função com um inverso à direita é necessariamente uma sobrejeção. O composto de funções sobrejetivas é sempre sobrejetiva. Qualquer função pode ser decomposta em uma sobrejeção e uma injeção.

## Definição
Uma função sobrejetiva é uma função cuja imagem é igual ao seu contradomínio. Equivalentemente, uma função {\displaystyle f} com domínio {\displaystyle X} e contradomínio {\displaystyle Y} é comutativa se para todo {\displaystyle y} em {\displaystyle Y} existir pelo menos um {\displaystyle x} em {\displaystyle X} com {\displaystyle f(x)=y.} Sobrejeções são por vezes denotadas por uma seta para a direita de duas cabeças (U+21A0 ↠ RIGHTWARDS TWO HEADED ARROW), como em {\displaystyle f:X\twoheadrightarrow Y.}
Simbolicamente,
Se {\displaystyle f\colon X\rightarrow Y,} então {\displaystyle f} é dito ser sobrejetiva se
{\displaystyle \forall y\in Y,\,\exists x\in X,\;\;f(x)=y.}

## Exemplos
- A função {\displaystyle f:\mathbb {R} \rightarrow \mathbb {R} ,} definida por {\displaystyle f(x)=x^{2}} não é sobrejectiva, pois existe pelo menos um {\displaystyle b\in \mathbb {R} } que não está na imagem da função, por exemplo, para {\displaystyle b=-9,} uma vez que os números negativos não fazem parte do conjunto imagem. De facto, não existe um {\displaystyle x} real tal que {\displaystyle x^{2}<0.}
- A função {\displaystyle f:[0,\infty )\rightarrow [0,\infty )} definida por {\displaystyle f(x)=x^{2}} é sobrejectiva, pois qualquer elemento do contradomínio é imagem da função para algum elemento do domínio.
- A função {\displaystyle f:\mathbb {R} \rightarrow \mathbb {R} ,} definida por {\displaystyle f(x)=x^{3}} é sobrejectiva, pois todos os números reais são imagem de algum número real.[3]
- As projeções {\displaystyle \pi _{1}:A\ {\text{X}}\ B\rightarrow A} e {\displaystyle \pi _{2}:A\ {\text{X}}\ B\rightarrow B,} de um produto cartesiano {\displaystyle A\ {\text{X}}\ B} nos fatores {\displaystyle A} e {\displaystyle B,} respectivamente, ambos não vazios. A primeira projeção, {\displaystyle \pi _{1},} é definida por {\displaystyle \pi _{1}(a,b)=a,} enquanto a segunda projeção, {\displaystyle \pi _{2},} é definida por {\displaystyle \pi _{2}(a,b)=b.} [4]

## Propriedades
Uma função é bijetiva se e somente se for ao mesmo tempo sobrejetiva e injetiva.
Se (como é feito frequentemente) uma função é identificada com seu gráfico, então a sobrejetividade não é uma propriedade da função em si, mas sim uma propriedade do mapeamento. Isto é, a função junto com seu contradomínio. Ao contrário da injetividade, a sobrejetividade não pode ser lida do gráfico da função sozinha.

### Sobrejeções como funções invertíveis à direita
A função {\displaystyle g:Y\rightarrow X} é dita como uma inversa à direita da função {\displaystyle f:X\rightarrow Y} se {\displaystyle f(g(y))=y} para todo {\displaystyle y} em {\displaystyle Y} ({\displaystyle g} pode ser desfeita por {\displaystyle f}). Em outras palavras, {\displaystyle g} é uma inversa à direita de {\displaystyle f} se a composição {\displaystyle f\circ g} de {\displaystyle g} e {\displaystyle f} nessa ordem for a função de identidade no domínio {\displaystyle Y} de {\displaystyle g.} A função {\displaystyle g} não precisa ser um inverso completo de {\displaystyle f} porque a composição na outra ordem, {\displaystyle g\circ f,} pode não ser a função de identidade no domínio {\displaystyle X} de {\displaystyle f.} Em outras palavras, {\displaystyle f} pode desfazer ou "inverter" {\displaystyle g,} mas não pode necessariamente ser revertida por ela.
Toda função com uma inversa à direita é necessariamente uma sobrejeção. A proposição de que toda função sobrejetiva tem uma inversa à direita é equivalente ao axioma da escolha.
Se {\displaystyle f:X\rightarrow Y} é sobrejetiva e {\displaystyle B} é um subconjunto de {\displaystyle Y,} então {\displaystyle f(f^{-1}(B))=B.} Assim, {\displaystyle B} pode ser obtido de sua pré-imagem {\displaystyle f^{-1}(B).}
Por exemplo, na primeira ilustração, abaixo, há alguma função {\displaystyle g} tal que {\displaystyle g(C)=4.} Há também alguma função {\displaystyle f} tal que {\displaystyle f(4)=C.} Não importa que {\displaystyle g(C)} possa também igual a {\displaystyle 3;} só importa que {\displaystyle f} "inverte" {\displaystyle g.}

Composição de sobrejetivas: a primeira função não precisa ser sobrejetiva.
Outra função sobrejetiva. (Esta também é uma bijeção)
Uma função que não é sobrejetiva. (Esta também é uma injeção)

### Sobrejeções como epimorfismos
Uma função {\displaystyle f:X\rightarrow Y} é sobrejetiva se e somente se for cancelável à direita: dadas quaisquer funções {\displaystyle g,h:Y\rightarrow Z,} sempre que {\displaystyle g\circ f=h\circ f,} então {\displaystyle g=h.} Esta propriedade é formulada em termos de funções e sua composição e pode ser generalizada à noção mais geral dos morfismos de uma categoria e sua composição. Morfismos canceláveis à direita são chamados de epimorfismos. Especificamente, funções sobrejetivas são precisamente os epimorfismos na categoria dos conjuntos. O prefixo epi é derivado da preposição grega ἐπί significando acima, em.
Qualquer morfismo com uma inversa à direita é um epimorfismo, mas a inversa não é verdadeira em geral. Uma inversa à direita {\displaystyle g} de um morfismo {\displaystyle f} é chamada uma seção de {\displaystyle f.} Um morfismo com um inverso à direita é chamado de epimorfismo dividido.

### Sobrejeções como relações binárias
Qualquer função com o domínio {\displaystyle X} e o contradomínio {\displaystyle Y} pode ser vista como uma relação binária esquerda-total e direita-única entre {\displaystyle X} e {\displaystyle Y,} identificando-a com seu gráfico de funções. Uma função sobrejetiva com o domínio {\displaystyle X} e o contradomínio {\displaystyle Y} é então uma relação binária entre {\displaystyle X} e {\displaystyle Y} que é única na direita e tanto na esquerda como na total.

### Cardinalidade do domínio de uma sobrejeção
A cardinalidade do domínio de uma função sobrejetiva é maior ou igual à cardinalidade de seu contradomínio: Se {\displaystyle f:X\rightarrow Y} é uma função sobrejetiva, então {\displaystyle X} tem pelo menos tantos elementos quanto {\displaystyle Y,} no sentido de números cardinais. (A prova apela ao axioma da escolha para mostrar que existe uma função {\displaystyle g:Y\rightarrow X} satisfazendo {\displaystyle f(g(y))=y} para todo {\displaystyle y} em {\displaystyle Y.} {\displaystyle g} é facilmente vista como sendo injetiva, portanto a definição formal de {\displaystyle |Y|\leq |X|} é satisfeita.)
Especificamente, se {\displaystyle X} e {\displaystyle Y} são finitos com o mesmo número de elementos, então {\displaystyle f:X\rightarrow Y} é sobrejetiva se e somente se {\displaystyle f} for injetiva.
Dados dois conjuntos {\displaystyle X} e {\displaystyle Y,} a notação {\displaystyle X\leq ^{*}Y} é usada para dizer que {\displaystyle X} está vazio ou que há uma sobrejeção de {\displaystyle Y} em {\displaystyle X.} Usando o axioma da escolha, pode-se mostrar que {\displaystyle X\leq ^{*}Y} e {\displaystyle Y\leq ^{*}X} juntos implicam que {\displaystyle |Y|=|X|,} uma variante do teorema de Schröder-Bernstein.

### Composição e decomposição
A composta de funções sobrejetivas é sempre sobrejetiva: Se {\displaystyle f} e {\displaystyle g} são ambas sobrejetivas, e o contradomínio de {\displaystyle g} é igual ao domínio de {\displaystyle f,} então {\displaystyle f\circ g} é sobrejetiva. Inversamente, se {\displaystyle f\circ g} é sobrejetiva, então {\displaystyle f} é sobrejetiva (mas {\displaystyle g,} a função aplicada primeiro, não precisa ser). Essas propriedades generalizam desde as rejeições na categoria de conjuntos até quaisquer epimorfismos em qualquer categoria.
Qualquer função pode ser decomposta em uma injeção e uma injeção: Para qualquer função {\displaystyle h:X\rightarrow Z} existe uma sobrejeção {\displaystyle f:X\rightarrow Y} e uma injeção {\displaystyle g:Y\rightarrow Z} tal que {\displaystyle h=g\circ f.} Para entender isso, defina {\displaystyle Y} como sendo o conjunto de pré-imagens {\displaystyle h^{-1}(z)} onde {\displaystyle z} está em {\displaystyle h(X).} Essas pré-imagens são disjuntas e particionam {\displaystyle X.} Então {\displaystyle f} carrega cada {\displaystyle x} para o elemento de {\displaystyle Y} que o contém, e {\displaystyle g} transporta cada elemento de {\displaystyle Y} para o ponto em {\displaystyle Z} para o qual {\displaystyle h} envia seus pontos. Então, {\displaystyle f} é sobrejetiva, pois é um mapa de projeção e {\displaystyle g} é injetiva por definição.

### Sobrejeção induzida e bijeção induzida
Qualquer função induz uma sobrejeção restringindo seu contradomínio ao seu alcance. Qualquer função sobrejetiva induz uma bijeção definida em um quociente de seu domínio, colapsando todos os mapeamentos de argumentos para uma determinada imagem fixa. Mais precisamente, cada sobrejeção {\displaystyle f:A\rightarrow B} pode ser fatorada como uma projeção seguida por uma bijeção como segue. Seja {\displaystyle A/\!\sim } as classes de equivalência de {\displaystyle A} sob a seguinte relação de equivalência: {\displaystyle x\sim y} se e somente se {\displaystyle f(x)=f(y).} Equivalentemente, {\displaystyle A/\!\sim } é o conjunto de todas as pré-imagens sob {\displaystyle f.} Seja {\displaystyle P(\sim ):A\rightarrow A/\!\sim } o mapa de projeção que envia cada {\displaystyle x} em {\displaystyle A} para sua classe de equivalência {\displaystyle [x]_{\sim },} e seja {\displaystyle f_{P}:A/\!\sim \rightarrow B} a função bem definida dada por {\displaystyle f_{P}([x]_{\sim })=f(x).} Então {\displaystyle f=f_{P}\circ P(\sim ).}

## Provando que as funções são sobrejetivas
Para provar que uma função é sobrejetiva, temos que ter uma função {\displaystyle f:X\rightarrow Y} tal que a imagem {\displaystyle im(X)} de {\displaystyle f} é igual ao contradomínio {\displaystyle Y.} Suponha um elemento {\displaystyle y\in Y} arbitrário e mostre que existe um elemento {\displaystyle x\in X} para que {\displaystyle f(x)=y.}

### Exemplo 1
Seja {\displaystyle f:\mathbb {R} \rightarrow \mathbb {R} } tal que {\displaystyle f(x)=x+1.}
Prova: Suponha {\displaystyle y\in \mathbb {R} .} Temos {\displaystyle f(x)=x+1=y} o que implica {\displaystyle x=y-1.} Note que {\displaystyle (y-1)\in \mathbb {R} } para todo {\displaystyle y} em {\displaystyle \mathbb {R} .} Portanto,  segue da definição que {\displaystyle f} é sobrejetiva.